# ۱۶۸۶ (میلادی)
۱۶۸۶ (میلادی) هزار وششصد و هشتاد و ششمین سال تقویم میلادی است.

## زادگان
- ۲۴ مه – گابریل دانیل فارنهایت، فیزیک‌دان آلمانی (د. ۱۷۳۶)